# Thore Schölermann

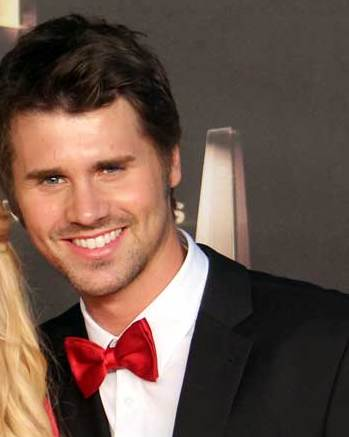
Thore Schölermann

Thore Schölermann (Iserlohn, 26 september 1984) is een Duitse presentator en acteur.

## Biografie
Schölermann werd geboren als de zoon van een apotheker en een lerares. Na het behalen van zijn schooldiploma aan het Märkischen Gymnasium in Iserlohn, volgde hij een acteeropleiding aan de Mallorca Film Academy in Palma de Mallorca. Naast zijn opleiding was hij ook te zien in de films Die Schreibmaschine (2004), Unsrewed 2 (2005) en Schmetterlingskind (2006). Landelijke bekendheid kreeg hij door zijn vaste rol in de dagelijkse soapserie Verbotene Liebe, waarin hij sinds 27 november 2006 te zien is als Christian Mann. Samen met collega-acteur Jo Weil, die de rol van Oliver Sabel speelt, is hij op dit moment te zien als het enige homokoppel in de serie. 

## Televisie
Sinds 2012 presenteert hij The Voice of Germany. Vanaf 2013 presenteerde hij de Duitse versie van The Voice Kids, samen met Chantal Janzen (seizoen 3 en 4). 

## Filmografie
- 2006–2012, 2013: Verbotene Liebe (aflevering 2811–4198, 4351–4360)
- 2012: Alarm für Cobra 11 – Die Autobahnpolizei (aflevering: Engel des Todes)
- 2020: Takeover – Voll Vertauscht

## Televisiepresentaties

### Doorlopend
- sinds 2012: taff, ProSieben
- sinds 2012: The Voice of Germany, Sat.1/ProSieben
- sinds 2013: The Voice Kids, Sat.1

### Vroeger/eenmalig
- 2014: Scream! If you can – Wer Angst hat, verliert… (pilotaflevering)
- 2014: Die perfekte Minute, Sat.1
- 2014: Das verrückte Körperquiz, Sat.1 (5 afleveringen)
- 2016: Das ProSieben Länderspiel
- 2016: Match Factor, ProSieben
- 2016, 2017: Die große ProSieben Völkerball Meisterschaft
- 2017: Der Wunschbaum, Sat.1
- 2018–2019: Masters of Dance, ProSieben
- 2018–2019: Get the F*ck out of my House, ProSieben
- 2018–2019: The Voice Senior, Sat. 1
- sinds 2019: Joko & Klaas gegen ProSieben
- 2020: Wer schläft, verliert!, ProSieben
- 2022: The Masked Singer, ProSieben